# Montaud (Isère)
Montaud is een gemeente in het Franse departement Isère (regio Auvergne-Rhône-Alpes) en telt 507 inwoners (2004). De plaats maakt deel uit van het arrondissement Grenoble.

## Geografie
De oppervlakte van Montaud bedraagt 14,7 km², de bevolkingsdichtheid is 34,5 inwoners per km².
De onderstaande kaart toont de ligging van Montaud (Isère) met de belangrijkste infrastructuur en aangrenzende gemeenten.

## Demografie
Onderstaande figuur toont het verloop van het inwonertal (bron: INSEE-tellingen).